# 桜木町/シュミのハバ/夢の地図
「桜木町/シュミのハバ/夢の地図」（さくらぎちょう/シュミのハバ/ゆめのちず）は、ゆず通算20枚目のシングル。2004年6月2日に発売。発売元はセーニャ・アンド・カンパニー。

## 収録曲
1. 桜木町（4:35）
  - 作詞・作曲：北川悠仁、編曲：松任谷正隆
  - 編曲は松任谷が手がけ、プロデューサー・寺岡呼人の提案による、初めてのアレンジの外部発注であった。口頭で楽曲イメージを聞いた松任谷が即興でピアノで弾いてみせたメロディーが、そのまま採用された（詳細は『1 〜ONE〜』）。
  - ゆずの2人が学生時代に通学する際やストリート時代に待ち合わせ場所として利用していた東急東横線の桜木町駅が、みなとみらい線開業に伴い2004年1月31日に廃止となったことから、想い出等を綴ったラブソングとして仕上げた。
  - プロモーション・ビデオには、ゆずの2人に加え、女優で、ゆずファンである石原さとみが出演している。
  - 北川の恋愛の実体験が散りばめられている（観覧車を「花火みたい」と言ったのは北川の元彼女など）。
  - 間奏後の岩沢ソロパートのサビは当初存在しなかったが、岩沢の歌声を聴いた北川が「もっと聴いていたい！」という理由で付け加えた。
  - 2021年6月2日に同楽曲のアフターストーリーとなる楽曲「NATSUMONOGATARI」がリリースされた。
2. シュミのハバ（3:46）
  - 作詞・作曲：岩沢厚治、編曲：寺岡呼人&ゆず
  - ライブではラッキィ池田による振り付けで盛り上がる。この振り付けについて、ラッキィ池田は後に「歌詞の意味を知らずにノリだけで振り付けをしてしまった」と語っている[いつ?]。
3. 夢の地図（4:53）
  - 作詞・作曲：北川悠仁、編曲：寺岡呼人&ゆず
  - サンスターのコマーシャルソング。
  - 2004年に行われたライブツアー「ゆず体育館ツアー 2004 夢の地図」のツアータイトルにもなっている。
  - 北川が「『夢の地図』という曲を書こう」と思い書いた曲。

## 収録作品
オリジナル
- 『1 〜ONE〜』（全曲）

ベスト
- 『Going 2001-2005』（全曲）
- 『YUZU 20th Anniversary ALL TIME BEST ALBUM ゆずイロハ 1997-2017』（M1）

ライブ
- 『ゆずのみ〜拍手喝祭〜 日替わり全曲集+1』（M1）

## テレビ出演
- 夢・音楽館（2004年9月16日、NHK総合）

「友達の唄」「栄光の架橋」「桜木町」に加え、荒井由実の「やさしさに包まれたなら」を歌った。